# Shu (država)
Shu (蜀) je bila država u današnjem kineskom Sichuanu. Shu je svoju moć temeljila nadzorom nad ravnicom Chenhdu, a teritorij joj je pokrivalo centralni i zapadni dio Sečuanske kotline, kao i gornji dio doline rijeke Han. Shu je osvojila država Qin godine 316. pr. Kr. Glavni grad joj je bio Chengdu.